# Martin Lorentzon
Sven Hans Martin Lorentzon (* 1. April 1969 in Gnosjö) ist ein schwedischer Unternehmer und Mitbegründer von Tradedoubler und Spotify. Von 2013 bis 2018 war er im Vorstand der Telia Company. Seit April 2019 ist er als Experte für Integrationsfragen von Einwanderern in Schweden in einer Kommission der Moderata samlingspartiet tätig.
Im September 2020 wurde sein Vermögen auf 5,4 Milliarden US-Dollar geschätzt, womit er zu den reichsten Schweden zählt.

## Biografie
Nach dem Gymnasium besuchte Lorentzon ab 1990 die Technische Hochschule Chalmers, wo er Industrieökonomie studierte und sie später mit einem Master of Science and Engineering abschloss. Nebenbei absolvierte er Kurse an der Handelshochschule Göteborg und absolvierte ein Praktikum bei Volvo. Er studierte auch Wirtschaftswissenschaften an der Handelshochschule Stockholm und belegte Kurse in Rhetorik und Argumentation an der Universität Stockholm.
Im Jahr 1995 begann er ein Praktikum bei der Telefongesellschaft Telia. Danach arbeitete er eine Zeit für die Suchmaschine AltaVista im Silicon Valley. 1995 gründete er gemeinsam mit Felix Hagnö Netstrategy, das später zu Tradedoubler werden sollte. Im März 2006 kaufte Tradedoubler den Werbedienst Advertigo, der vom jungen Daniel Ek gegründet wurde. Lorentzon und Ek wurden bald darauf enge Freunde.
2006 gründete er gemeinsam mit Ek den Musikstreamingdienst Spotify. Er war von 2006 bis 2013 der Geschäftsführer des Unternehmens und maßgeblich an seinem Wachstum beteiligt. Er hält knapp 12 % der Anteile an Spotify, verfügt damit allerdings über 43 % der Stimmrechte (Stand 2020).

## Auszeichnungen
- Internationaler Schwede des Jahres, 2014
- Ehrendoktor der Technischen Hochschule Chalmers, 2015